# La Libertad (Équateur)
Pour les articles homonymes, voir La Libertad.
La Libertad est une ville située sur la côte ouest de l'Équateur, à 8 kilomètres de la station balnéaire de Salinas.
La population était de 95 942 habitants en 2010.

## Géographie
La Libertad est à 8 kilomètres à l'est de Salinas (Équateur), et est située à 4 km à l'ouest de Santa Elena, le chef-lieu de la province. Elle est aussi située à 137 km de Guayaquil par la route, Guayaquil étant la 2e plus grande ville de l'Équateur. 
| Salinas | océan Pacifique | Ballenita   |
| Salinas | La Libertad     | Santa Elena |
| Salinas | Aconcito        | La Delicia  |